# Paeonia mascula
Espèce
Classification phylogénétique

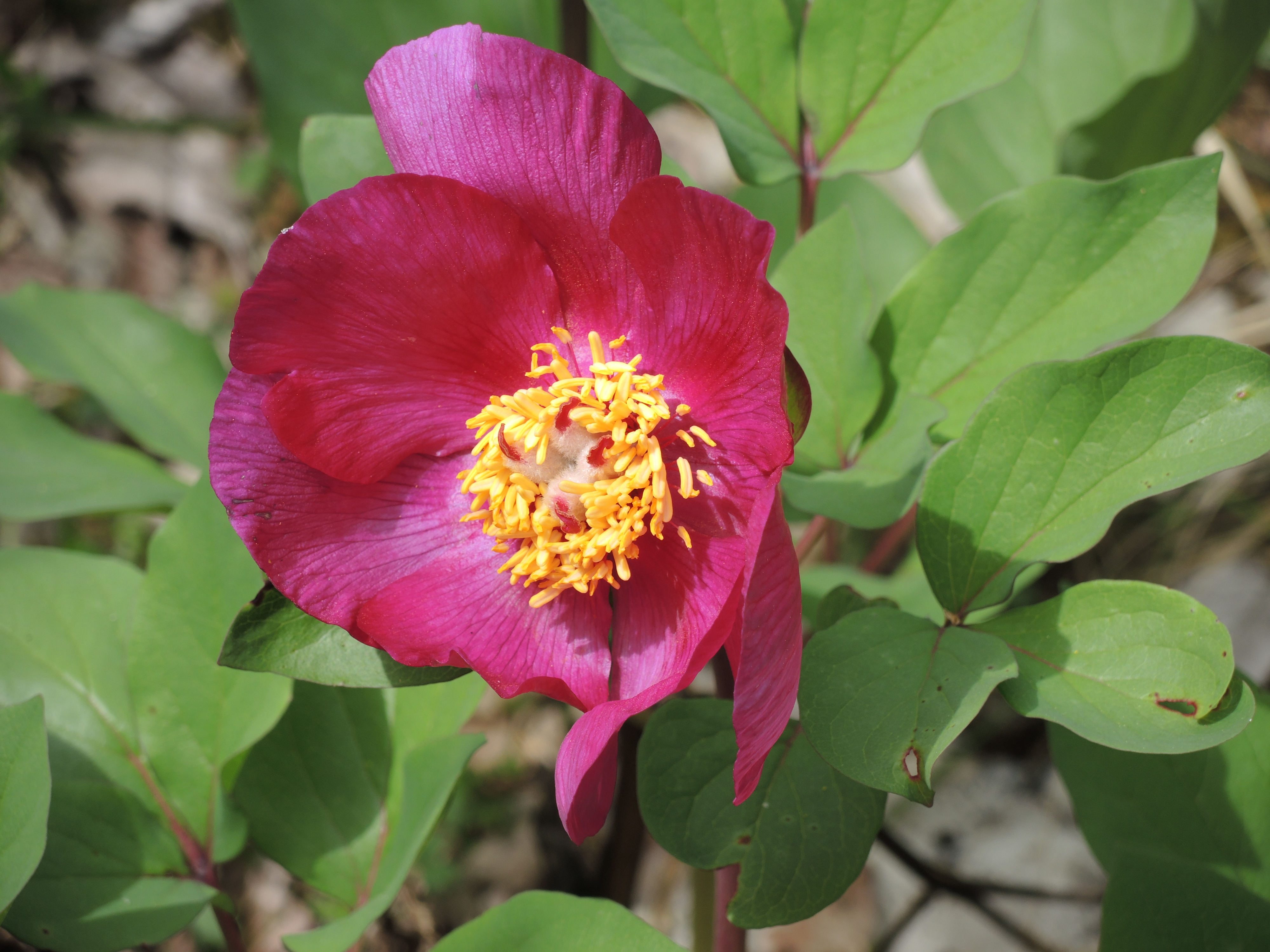
Paeonia mascula.

La pivoine mâle ou pivoine coralline (Paeonia mascula) est une plante herbacée vivace de la famille des Paeoniaceae, répandue de la France, de l'Italie et de l'Algérie jusqu'à la Russie.

## Taxonomie
L'histoire des dénominations de cette espèce est assez compliquée. Au Ier siècle, le médecin grec Dioscoride donna la description de deux pivoines qu'il appela mâle et femelle, correspondant aux actuelles Paeonia mascula et Paeonia officinalis. À l'origine de la nomenclature moderne, Linné unifia toutes les pivoines connues de lui sous le nom de Paeonia officinalis avec deux variétés, feminea et mascula, cette dernière étant l'espèce considérée ici. Au XIXe siècle, Cosson adopta un concept très large de P. mascula. En 1948, Stern donna au contraire un sens restreint à P. mascula et traita P. corallina comme son synonyme. Depuis les années 60, de plus en plus de sous espèces furent identifiées. En 2000, Hong reconnaît 12 sous espèces :
- atlantica (Algérie)
- arietina (Europe de l'est et nord de la Turquie)
- caucasica (Caucase)
- hellenica Tzanoud. 1977 (région égéenne et Sicile)
- macrophylla (sud ouest de la Géorgie)
- mascula Passal. & Bernardo 2004 (large répartition, allant de la France et l'Italie jusqu'à la Russie en passant par l'Allemagne, la Hongrie)
- mlokosewitschii (est de la Géorgie et régions proches d'Azerbaïdjan et Russie)
- orientalis (Région Égéenne, sud de la Turquie, Chypre, Liban, Syrie, nord de l'Irak)
- russi (Corse, Sardaigne, Sicile, îles Égéennes)
- tomentosa (sud de l'Azerbaïdjan)
- trinernat (Crimée)
- wittmannian (nord ouest du Caucase).

### Synonymes taxonomiques
- Paeonia kurdistanica Zohary
- Paeonia corallina Retz

## Description

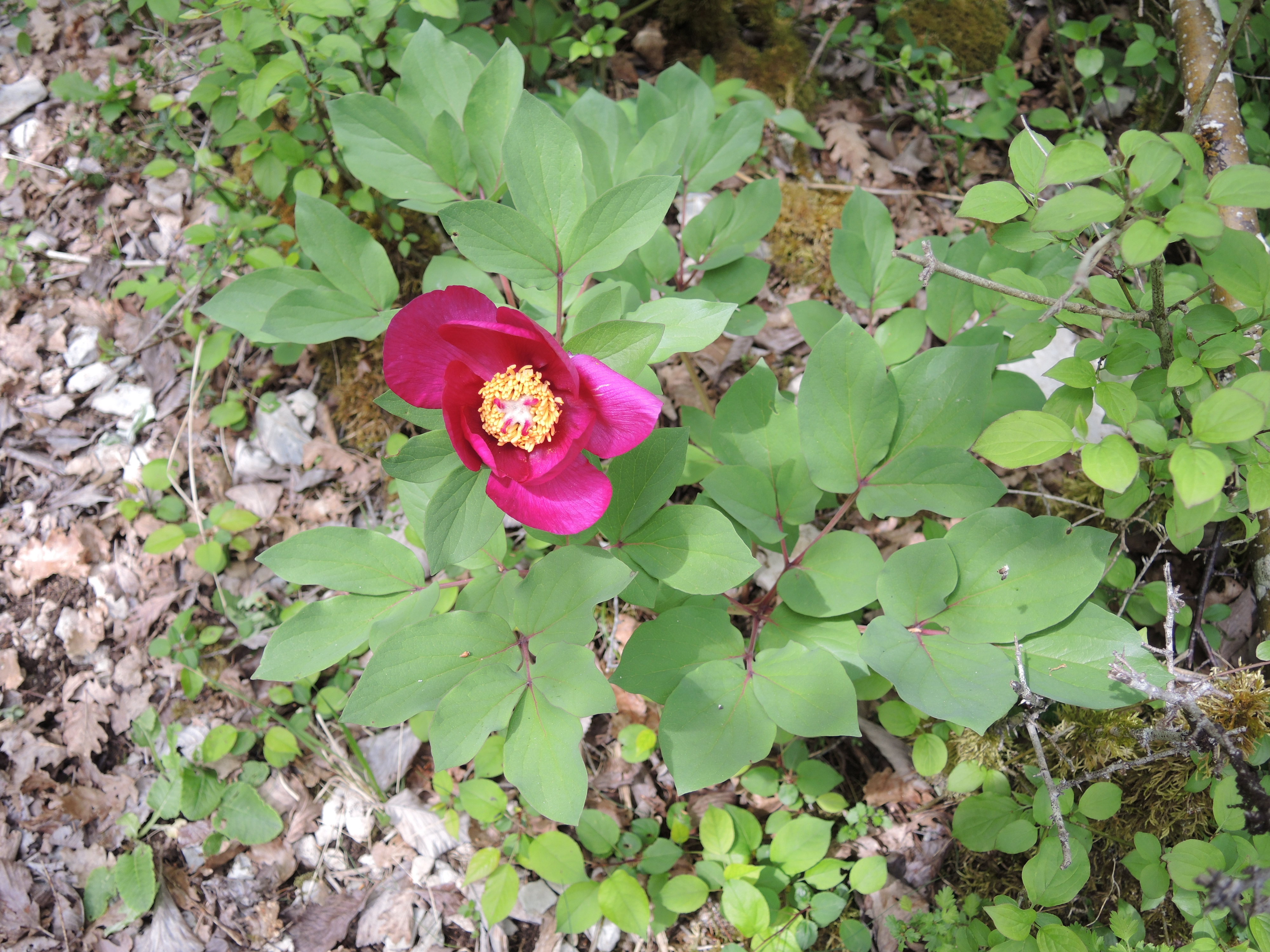
Paeonia mascula.

La sous-espèce Peaonia mascula subsp mascula (L.) Mill est une plante herbacée, pérenne, de 30 à 60 cm de haut dont les feuilles disparaissent l'hiver (géophyte).
Les feuilles inférieures sont biternées, les supérieures ternées, à larges segments, ovales ou oblongs, entiers, pubescents en dessous. Elles sont d'un vert un peu glauque.
La floraison a lieu de mai à juin. Les fleurs solitaires, terminales, de 9 à 14 cm vont du rouge au rose. Les pétales sont largement ovales. Les nombreuses étamines portent des anthères plus longues que les filets. Les fleurs sont pollinisées par les insectes.
Le fruit est formé par 3 à 5 follicules, tomenteux, rarement glabres, étalés horizontalement ou arqués-réfléchis.

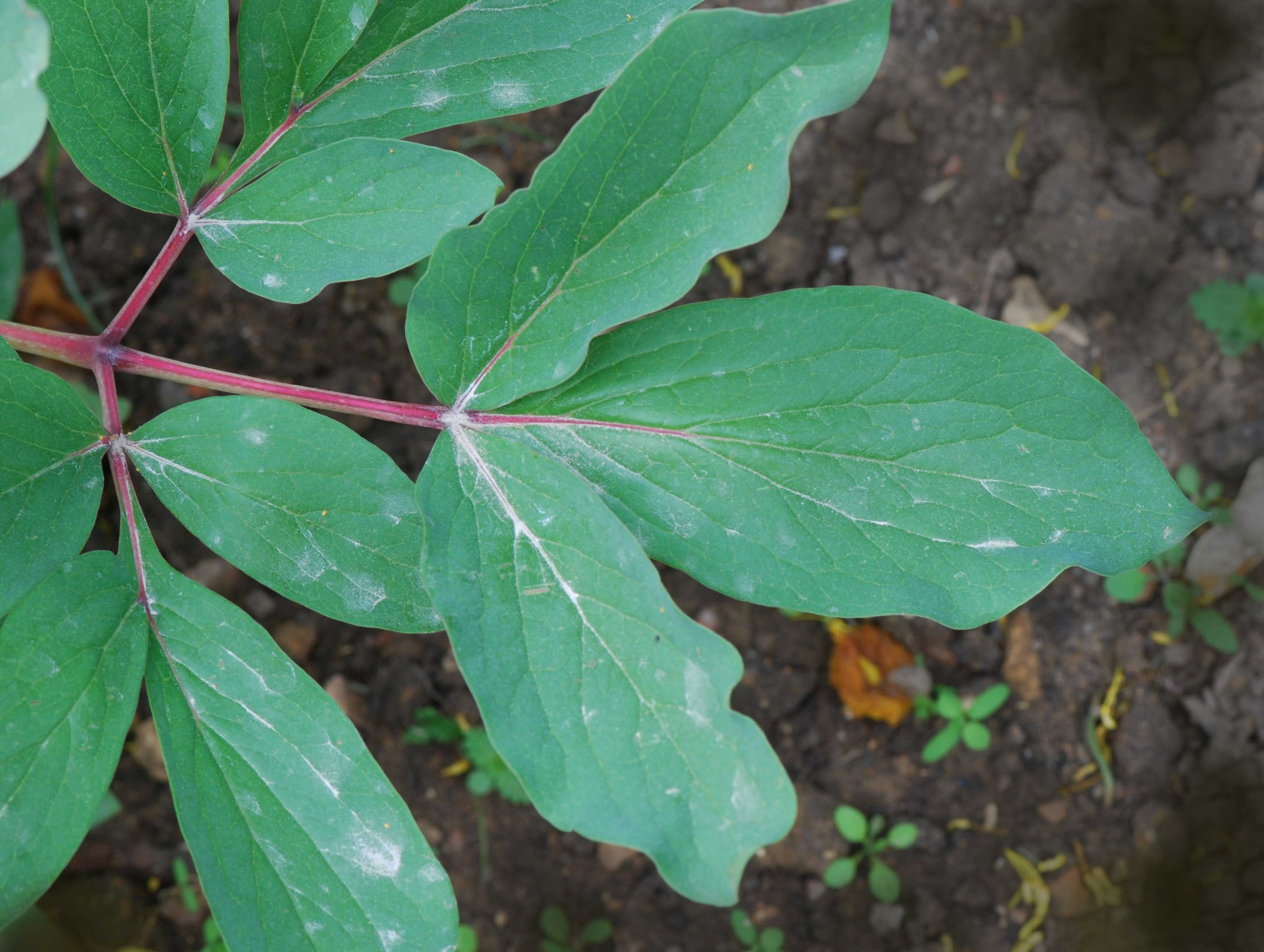
P. mascula ssp mascula, feuille aux larges segments ovales, d'un vert glauque
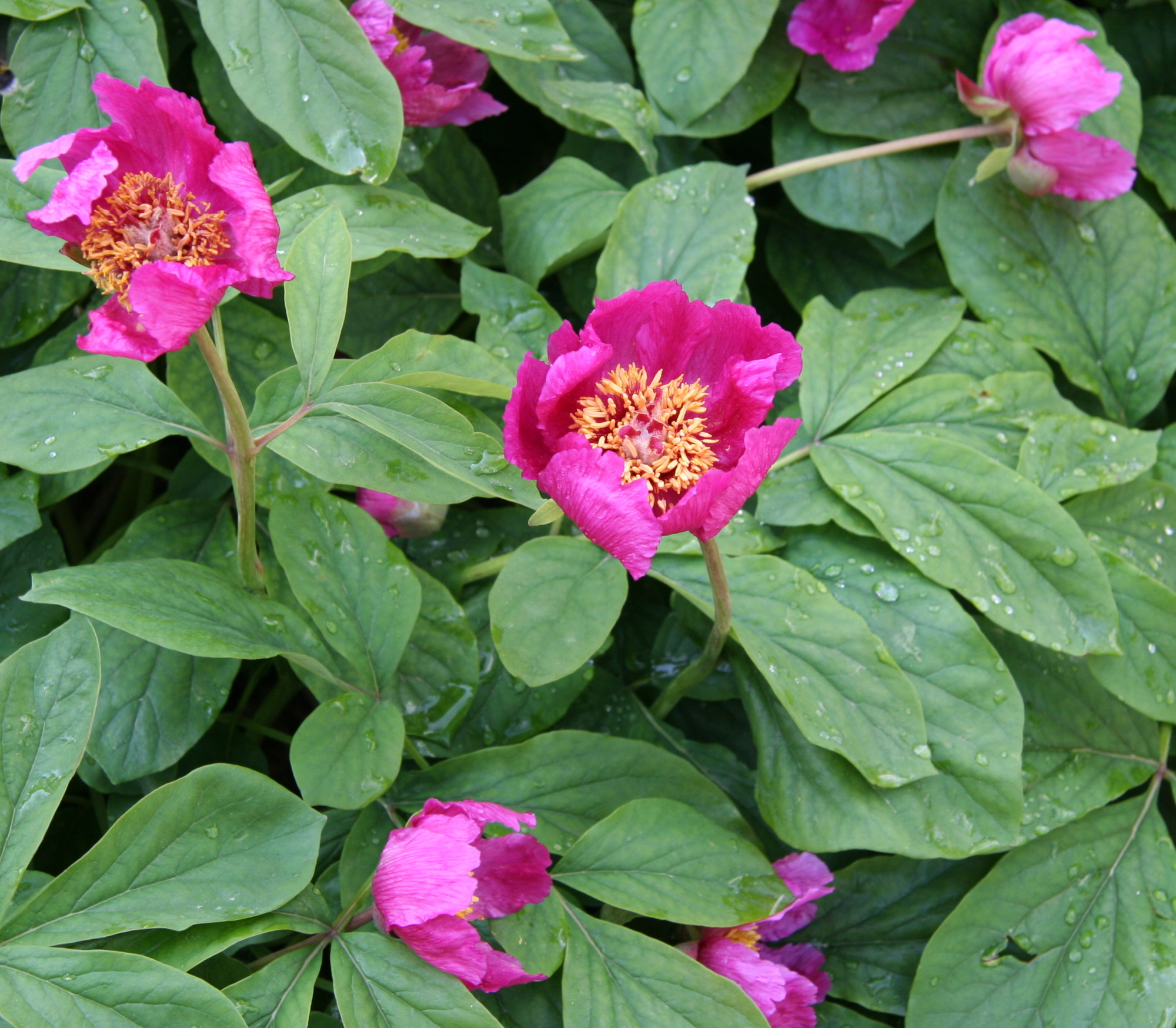
P. mascula
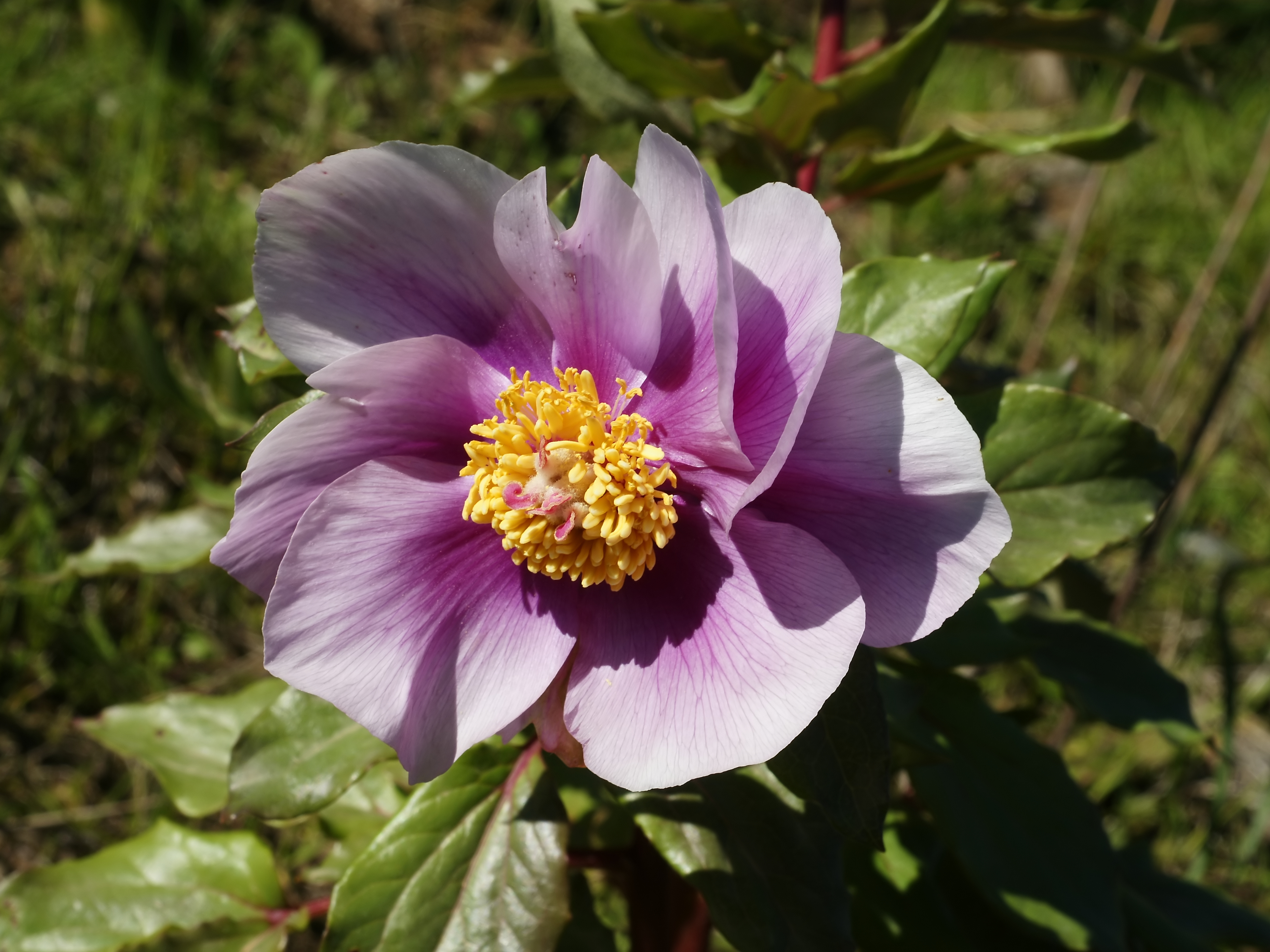
P. mascula subsp russi, Sardaigne
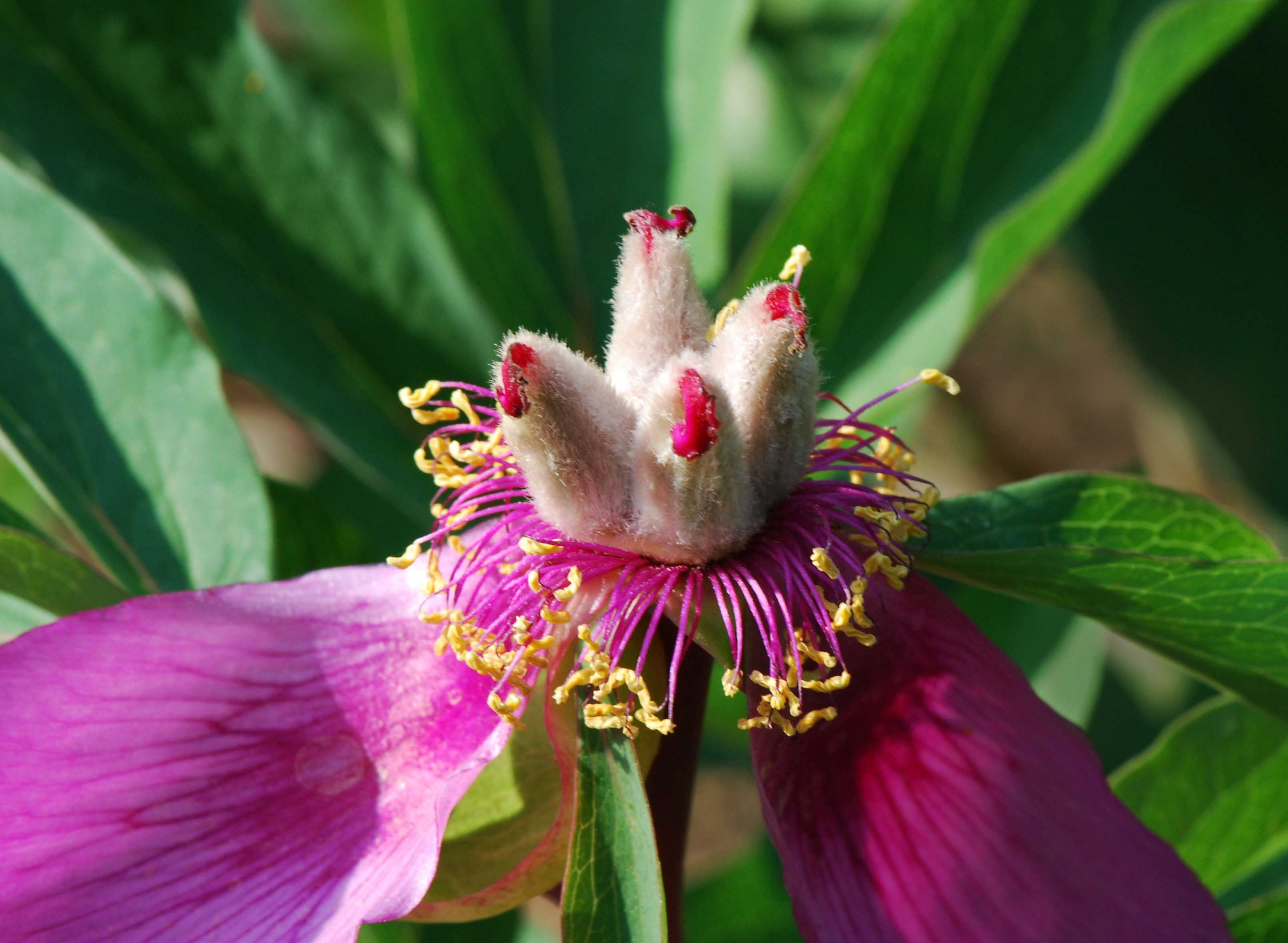
P. mascula ssp mascula, follicules tomenteux

## Écologie
Paeonia mascula se rencontre dans les lieux herbeux et buissonnants ainsi que dans les prairies.
L'espèce est présente en France, dans le nord-ouest de l'Afrique, dans l'est du bassin méditerranéen, ainsi que par endroits en Europe centrale.
En France, elle peut s'observer dans le Centre (Loiret, Loir-et-Cher, Vienne, Côte d'Or). En avril-mai 2004, elle fut redécouverte dans le Lot. La sous espèce russi se rencontre en Corse.
La pivoine mâle est en danger dans son milieu naturel, en raison de la pression exercée par la demande des collectionneurs privés.

## Utilisation
Dans la Grèce antique, la racine séchée était donnée comme antiseptique, aux femmes en couches.
Au Moyen Âge, la plante était cultivée comme plante médicinale. Les pétales servaient à faire une infusion contre la toux et à traiter les hémorroïdes. Traditionnellement, la racine était utilisée pour ses propriétés antiseptiques.
Une analyse récente des constituants volatils de Paeonia mascula ssp hellenica a donné :
| Constituants volatils de P. mascula ssp hellenica |      |
| Composés                                          | %    |
| Salicylaldéhyde                                   | 74.7 |
| Methyl salicylate                                 | 5.2  |
| Myrtanal                                          | 4.0  |

Cette analyse a révélé aussi une absence de paéonol et d'acide benzoïque, deux principes actifs des pivoines de Chine.